# زعيتمانية
الفصيلة الزعيتمانية الفصيلة نباتية تضم جنساً واحداً هو الزعيتمان والذي يشمل ثلاثة أو أربعة أنواع أهمها الزعيتمان التتري. كان هذا الجنس سابقاً يوضع ضمن الفصيلة الزنبقية قبل أن تفرد له فصيلته الخاصة.